# Renčišov
Renčišov (in ungherese Szinyefő) è un comune della Slovacchia facente parte del distretto di Sabinov, nella regione di Prešov.